# Moussa Koita
Moussa Koita (Saint-Denis, 19 novembre 1982) è un ex calciatore francese, di ruolo attaccante.